# Comté de Montfort
Ne doit pas être confondu avec Familles de Montfort.
Les comtes de Montfort sont une ancienne famille de la haute noblesse du Saint-Empire en possession de plusieurs fiefs immédiates sur la Souabe. Issus de la lignée des comtes palatins de Tübingen, ils furent la plus importante dynastie dans la région du lac de Constance, aujourd'hui le tripont entre les länder allemands de Bavière et de Bade-Wurtemberg, l'Autriche (Vorarlberg) et la Suisse. La dynastie s'éteignit en 1787. 
En héraldique, le gonfanon des Montfort, à l'origine l'emblème des comtes palatins de Tübingen, est utilisé sur les armoiries du land de Vorarlberg et largement dans les communes allemandes, autrichiennes et suisses de la région.

## Étymologie
Les comtes de Montfort portent le nom de leur résidence ancestrale, le château de Montfort (Alt-Montfort), mentionné pour la première fois vers l'an 1208. Aujourd'hui en ruines, il est situé sur le territoire communal de Weiler dans la vallée du Rhin alpin près de la frontière entre l'Autriche et la Suisse. Le nom Montfort est composé de latin : mons et fortis.

## Histoire
La famille a des origines dans la région de Nagold dans la Forêt-Noire. Un comte Anselm de Nagold apparaît en écrit pour la première fois dans une charte de l'empereur Otton Ier en 966. L'un de ses descendants, Hugues de Nagold, fut nommé comte palatin de Tübingen auprès du roi Conrad III de Hohenstaufen en 1146. Son fils et successeur Hugues II († 1182) a épousé la comtesse Élisabeth, une cousine de l'empereur Frédéric Barberousse et l'héritière des comtes de Bregenz. Il acquiert ainsi des vastes domaines dans l'Est du duché de Souabe et fut l'une des nobles les plus importants dans l'entourage de la maison de Hohenstaufen ; en 1171, il a fondé l'abbaye de Marchtal. 
Le fils cadet du comte palatin Hugues II de Tübingen, Hugues († 1228), hérite du patrimoine de sa mère Élisabeth et a été le premier qui s'appelait « comte de Montfort » ; ses possessions s'étendaient de la comté de Rhétie sur Sargans et Werdenberg jusqu'à Bregenz et Tettnang au Nord du lac de Constance. Vers l'an 1218, il a fondé la ville de Feldkirch, située au-dessous de son château de Schattenburg qui est devenu le domicile seigneurial au XIVe siècle. Après le décès du comte Hugues de Montfort, ses fils ont d'abord régné conjointment ; vers l'an 1258, les propriétés sont partagées : il en est résultée la lignée des comtes de Werdenberg et des comtes de Montfort contrôlant les seigneuries de Feldkirch, de Bregenz et de Tettnang.

### Comtes de Werdenberg

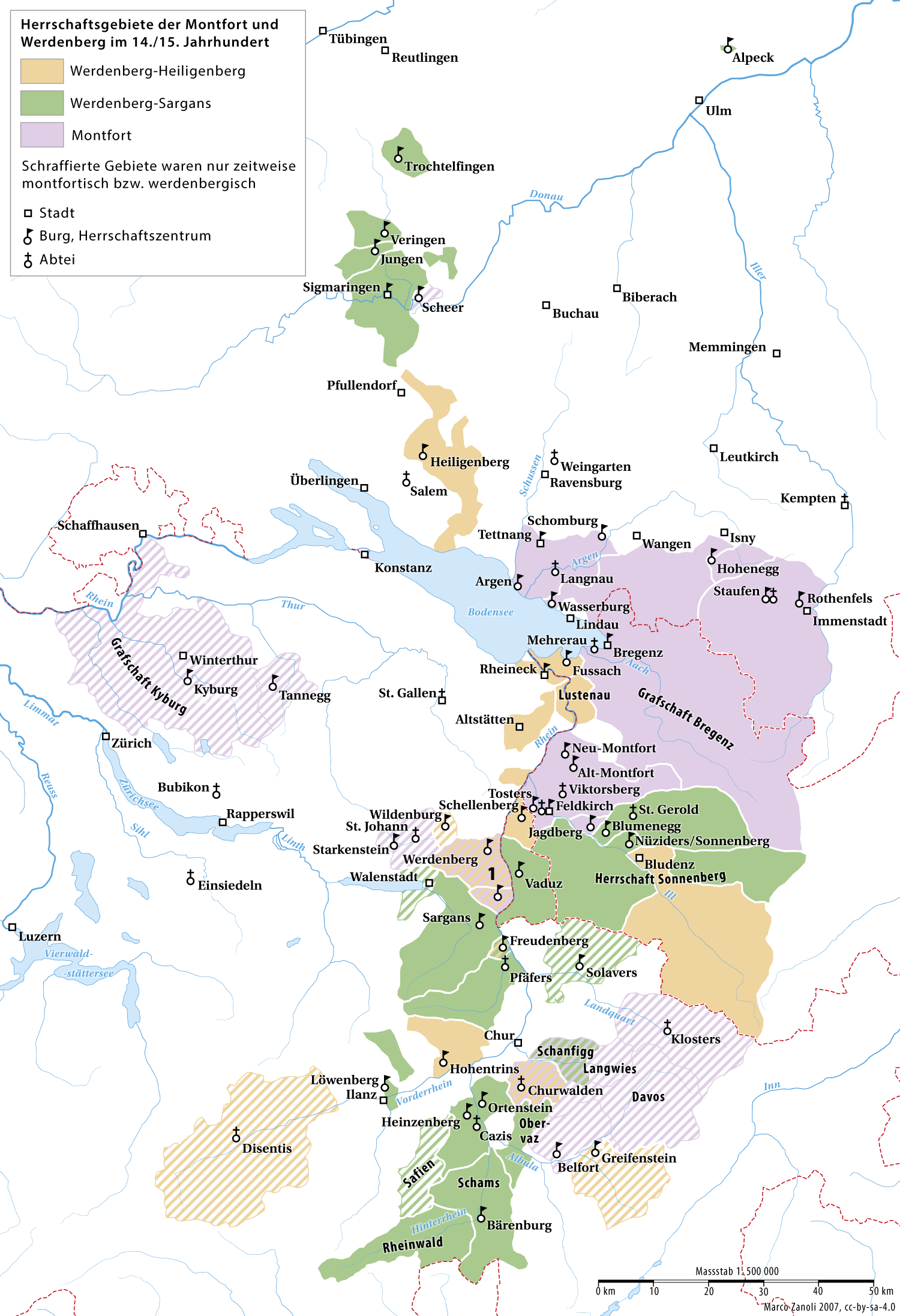
Carte des territoires des comtes de Werdenberg et de Montfort au XIVe siècle.

La branche aînée du comte Rodolphe Ier († 1243) et de son épouse Clémence de Kybourg régna sur les seigneuries de Heiligenberg, assigné à leur fils Hugues, et de Sargans, assigné à leur fils Hartmann. Pendant une brève période, les comtes de Werdenberg possédaient également le domaine de Sigmaringen qui a été acquis par la famille des Hohenzollern en 1535. 
Le comte Hugues de Werdenberg-Heiligenberg († 1280) est un confident du roi Rodolphe Ier de Habsbourg ; il a pu accumuler plusieurs domaines, dont la ville de Rheineck et la zone de Tamins, les châteaux de Freudenberg et de Greifenstein, ainsi que le bailliage sur l'abbaye de Pfäfers avec le château de Wartenstein. Ses descendants se lancèrent dans une querelle avec leurs cousins de la lignée de Montfort-Feldkirch qui permettait aux Habsbourg de prendre pied sur la région du Vorarlberg. La branche de Heiligenberg s'éteint en 1428 ; l'héritage passa successivement entre les mains de la famille von Sax et de la maison von und zu Fürstenberg.
La branche du comte Hartmann († vers 1279) résidant au château de Sargans domine également sur Nüziders et Domleschg. En 1396, le comte Henri V de Werdenberg-Sargans a reçu le privilège de l'immédiateté impériale pour son comté de Vaduz qui supposa la base de la future principauté de Liechtenstein. Les autres domaines du comté de Werdenberg-Sargans furent acquis par la Confédération suisse en 1483.

### Comtes de Montfort
Tandis que la résidence des comtes de Montfort à Feldkirch a été vendue au duc Léopold III de Habsbourg en 1375, le patrimoine d'Élisabeth de Bregenz échut en 1354 à la branche aînée de Montfort-Tettnang, les descendants du comte Hugues III († 1309), un petit-fils de Hugues Ier de Montfort. Durant le conflit monarchique entre Frédéric le Bel et Louis de Bavière, son fils Guillaume II se révolta contre les Habsbourg, et en 1322 les forces de du duc Léopold Ier d'Autriche ont dévasté la ville de Tettnang. 
En 1451, Élisabeth, l'épouse de Guillaume de Hachberg et l'héritière de Montfort-Bregenz a vendu la moitié de la seigneurie de Bregenz au duc Sigismond d'Autriche, l'autre partie a été acquis par l'archiduc Ferdinand Ier de Habsbourg en 1523. Les Habsbourg portent le titre de « comte de Bregenz » jusqu’à la fin de la Première Guerre mondiale. Les domaines de Tettnang et d'Argen au bord du lac de Constance restaient la propriété de la famille comtale jusqu'en 1780. Sous le règne du comte Hugues XVIII († 1662), ils ont souffert de la guerre de Trente Ans ; son fils Jean X († 1686) fit reconstruire le château de Tettnang à partir de 1667. En 1700, Jeanne de Montfort (1678–1759), fille du comte Jean Antoine Ier, épouse le prince Meinrad II de Hohenzollern et devient dès lors princesse-consort de Hohenzollern-Sigmaringen. 
Les ambitions de la famille descendant des comtes palatins de Tübingen dépassaient les possibilités financières. Le comte Antoine III de Montfort († 1733) fit élever de 1712 à 1728 le nouveau château à Tettnang, un ensemble splendide en style baroque à quatre ailes sur trois étages. Surendetté, il a dû remettre ses seigneuries prématurément à son fils Ernest († 1758). Le dernier comte régnant François-Xavier de Montfort († 1780) a fait décorer les salles du château de peintures d'Andreas Brugger et d'Angelica Kauffmann, ainsi que de stucs de Joseph Anton Feuchtmayer. Finalement en 1779, au vu de son insolvabilité imminente, il vendit le comté à la monarchie de Habsbourg pour payer ses dettes. 
Les domaines furent incorporés dans l'Autriche antérieure, mais le comte et ses descendants purent bénéficier des domaines, châteaux et terres familiales, à condition de payer de forts impôts annuels. La lignée masculine des Montfort s'éteint en 1787 avec la mort du comte Antoine IV, frère cadet de François-Xavier, qui n'avait eu que des filles. Cependant les membres féminins de la famille qui s'étaient mariées purent reprendre les titres de noblesse et les possessions familiales grâce à leurs époux.

### Prince de Montfort

Grandes armoiries de Jérôme Bonaparte, 1er prince de Montfort

Durant les guerres napoléoniennes, lors du traité de Presbourg en 1805, l'Autriche antérieure fut détachée des possessions des Habsbourg et ses territoires partagés entre le grand-duché de Bade, le royaume de Bavière et le royaume de Wurtemberg, pour récompenser ces États de leur alliance avec la France. Les anciens seigneuries de Tettnang et d'Argen sont passés au Wurtemberg en 1810.
Après la chute de Napoléon et la dissolution du royaume de Westphalie, le titre de « prince de Montfort », faisant référence à l'ancien comté de Montfort, a été créé en 1816 par le roi Frédéric Ier de Wurtemberg au profit de son gendre, Jérôme Bonaparte, le mari de sa fille Catherine. Après la seconde capitulation de Napoléon, Jérôme accepte la proposition de son beau-père de vivre au château de Göppingen, puis décide avec sa femme de s'installer de manière plus autonome au château de Schönau en Autriche puis à Trieste, sous le nom de prince et princesse de Montfort. 
Le titre est transmis par les fils de Jérôme et Catherine, Jérôme Napoléon Charles (1814–1847) et Napoléon-Jérôme Bonaparte (1822–1891).